# Okres Zwettl
Okres Zwettl leží v západní části Waldviertelu a je plochou největší okres ve spolkové zemi Dolní Rakousko. Od 31. srpna 1868 do 30. září 1899 byla jeho součástí i velká část sousedního okresu Gmünd, zahrnující v té době i některé obce Západního Vitorazska.

## Správní členění
Okres Zwettl se člení na 24 rakouských obcí se třemi městy a 20 městysů. V závorkách je uveden počet obyvatel (rok 2010).

### Města
- Allentsteig (2006)
- Groß Gerungs (4705)
- Zwettl (11 403)

### Městysy
- Altmelon (870)
- Arbesbach (1745)
- Bad Traunstein (1047)
- Echsenbach (1209)
- Göpfritz an der Wild (1804)
- Grafenschlag (885)
- Großgöttfritz (1431)
- Gutenbrunn (569)
- Kirchschlag (682)
- Kottes-Purk (1595)
- Langschlag (1818)
- Martinsberg (1180)
- Ottenschlag (1014)
- Pölla (998)
- Rappottenstein (1757)
- Sallingberg (1394)
- Schönbach (890)
- Schwarzenau (1489)
- Schweiggers (1983)
- Waldhausen (1286)

### Obce

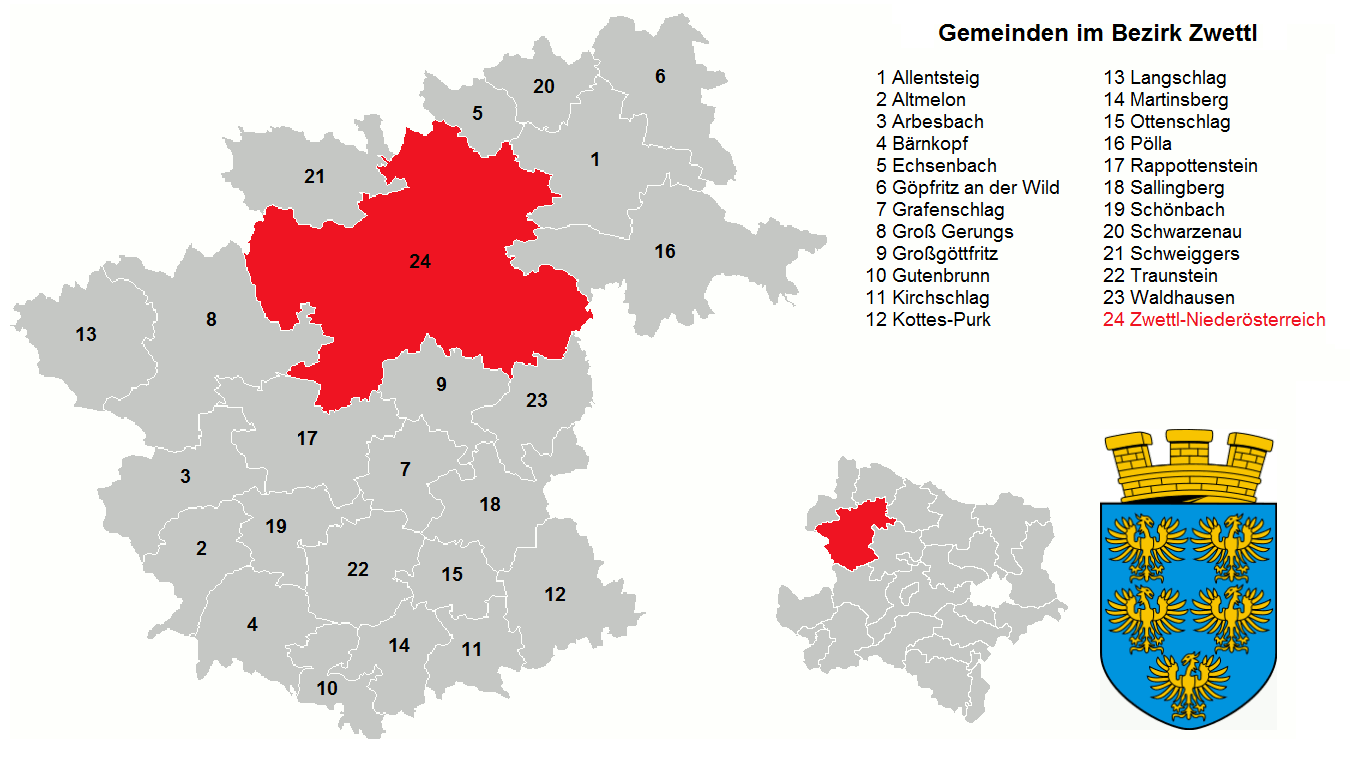
Obce v okrese Zwettl

pouze jedna
- Bärnkopf (368)